# Malta International 1983
Die Malta International 1983 im Badminton fanden vom 20. bis zum 22. Mai 1983 statt. Es war die 12. Auflage dieser internationalen Meisterschaften von Malta im Badminton.

## Titelträger
| Disziplin    | Sieger                          |
| ------------ | ------------------------------- |
| Herreneinzel | David Eddy                      |
| Dameneinzel  | Muriel Cain                     |
| Herrendoppel | Chris Baxter David Eddy         |
| Damendoppel  | Muriel Cain Pauline Kennish     |
| Mixed        | Clemens Wortel Barbara Kolander |

## Finalresultate
| Disziplin    | Sieger                          | Finalist                               | Ergebnis            |
| ------------ | ------------------------------- | -------------------------------------- | ------------------- |
| Herreneinzel | David Eddy                      | Clemens Wortel                         | 14–17, 15–8, 15–6   |
| Dameneinzel  | Muriel Cain                     | Barbara Kolander                       | 12–10, 11–4         |
| Herrendoppel | Chris Baxter David Eddy         | Martin Kooymans Clemens Wortel         | 6–15, 15–6, 17–14   |
| Damendoppel  | Muriel Cain Pauline Kennish     | Marga van den Heuvel Lizette van Doorn | 9–15, 15–2, 15–5    |
| Mixed        | Clemens Wortel Barbara Kolander | Martin Kooymans Marga van den Heuvel   | 10–15, 18–15, 15–10 |